# Aegomorphus inquinatus
Aegomorphus inquinatus es una especie de escarabajo longicornio del género Aegomorphus,  subfamilia Lamiinae. Fue descrita científicamente por Bates en 1872.
Se distribuye por Colombia, Nicaragua, Costa Rica y Panamá. Mide 13,78-19 milímetros de longitud.